# Doryctes exhalans
Doryctes exhalans är en stekelart som först beskrevs av Thomas Say 1829.  Doryctes exhalans ingår i släktet Doryctes och familjen bracksteklar. Inga underarter finns listade i Catalogue of Life.